# Oabius mimosus
Oabius mimosus är en mångfotingart som beskrevs av Chamberlin 1938. Oabius mimosus ingår i släktet Oabius och familjen stenkrypare. Inga underarter finns listade i Catalogue of Life.